# Frédéric Herpoel
Frédéric Herpoel (Mons, 16 de agosto de 1974) é um ex-futebolista belgo que jogava na posição de guarda-redes.